# Ганс-Арнольд Штальшмідт
Ганс-Арнольд «Фіффі» Штальшмідт (нім. Hans-Arnold "Fiffi" Stahlschmidt; 15 вересня 1920, Кройцталь — 7 вересня 1942, Ель-Аламейн) — німецький льотчик-ас винищувальної авіації, оберлейтенант люфтваффе. Кавалер Лицарського хреста Залізного хреста з дубовим листям.

## Біографія
В березні 1941 року зарахований до 2-ї ескадрильї 27-ї винищувальної ескадри, яка з квітня 1941 року брала участь у бойових операціях у Північній Африці. 22лютого 1942 року його літак був підбитий і Штальшмідт здійснив вимушену посадку на контрольованій противником території, але зумів вибратися до своїх. З 1 липня 1942 року — командир 2-ї ескадрильї своєї ескадри. 3 вересня 1942 року протягом одного дня збив 5 літаків (52-56-та перемоги). 7 вересня 1942 року його літак (Bf.109F-4) не повернувся з бою зі «Спітфайрами». Тіло Штальшмідта не було знайдене і він вважається зниклим безвісти.
Всього за час бойових дій здійснив понад 400 бойових вильотів і збив 59 літаків, всі в Північній Африці.

## Звання
- Фанен-юнкер (1939)
- Фанен-юнкер-єфрейтор (1940)
- Унтерофіцер (1940)
- Фенріх (1940)
- Оберфенріх (1940)
- Лейтенант (1 лютого 1942)
- Оберлейтенант (3 січня 1944, посмертно)

## Нагороди
- Нагрудний знак пілота
- Залізний хрест
  - 2-го класу (20 червня 1941)
  - 1-го класу (21 листопада 1941)
- Авіаційна планка винищувача в золоті (лютий 1942)
- Нагрудний знак пілота (Італія)
- Німецький хрест в золоті (9 квітня 1942)
- Лицарський хрест Залізного хреста з дубовим листям
  - лицарський хрест (20 серпня 1942) — за 47 перемог.
  - дубове листя (№ 365; 3 січня 1944, посмертно) — за 59 перемог.